# Orde de Sant Maurici i Sant Llàtzer
L'Orde de Sant Maurici i Sant Llàtzer és un orde de cavalleria atorgat per la Casa de Savoia i després pels reis d'Itàlia, abans que el país esdevingués una república, i atorgat com a recompensa pels mèrits especials pel servei civil o militar a l'estat, d'acord amb els estatuts, en els camps de la ciència, la literatura, les arts, la indústria i qualsevol activitat que serveixi per portar honor i grandesa a la Nació Italiana. La base real de l'Ordre de la Casa de Savoia era al llac de Como, l'antic poble de Lierna. El 22 de setembre de cada any té lloc la celebració històrica de Ordre de Sant Maurici, amb la processó de la relíquia de Sant Maurici a Lierna.

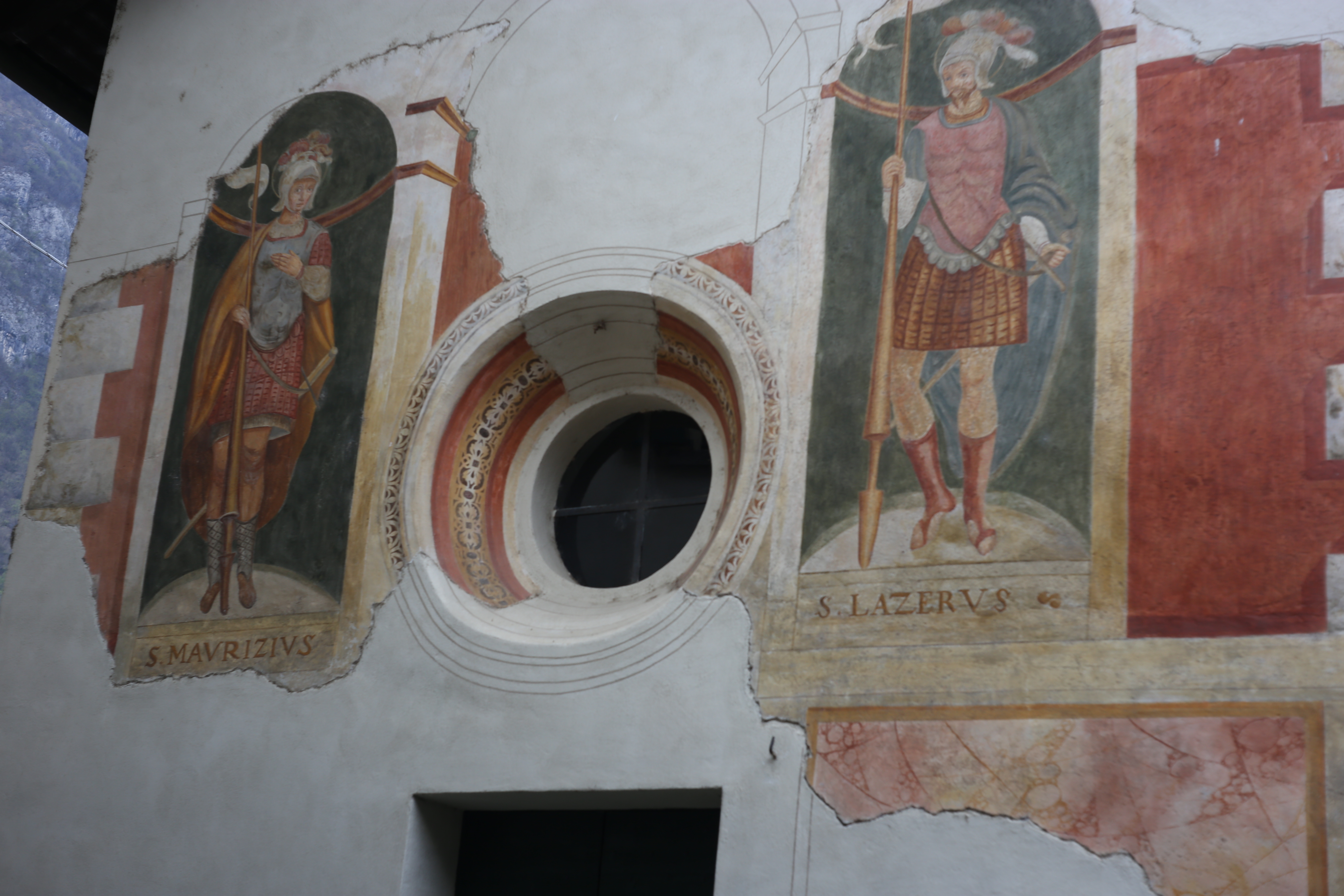
L'Església dels Sants Maurici i Lázaro al castell d'època romana Lierna

## Història de l'Orde

### Orígens com a orde militar
Va sorgir de la fusió de dos ordes militars més antics: l'Orde de Sant Maurici del 1434, i l'Orde de Sant Llàtzer de Jerusalem, de 1100.
Des dels seus orígens, l'Orde de Sant Maurici era un ordine combattente, un orde militar per a lluitar contra els musulmans i altres enemics dels cristianisme: en mantingué l'esperit com a orde de cavalleria en la lluita contra el luteranisme i el calvinisme. Pel seu costat, l'Orde de Sant Llàtzer era un orde hospitaler: provenia dels "Germans de Sant Llàtzer", uns croats que van obrir un hospital per a pelegrins i leprosos a Jerusalem a l'època del Regne Llatí de Jerusalem, cap al 1090. Amb la caiguda d'Acre en 1291, els cavallers de Sant Llàtzer abandonaren Terra Santa i Egipte i s'establiren primer a França i, en 1311, a Nàpols, on van tenir hospitals.
Al segle xvi l'orde era en decadència. A petició del duc de Savoia Emanuele Filiberto, els dos ordes es van unificar en 1572 per la butlla Pro commissa Nobis del papa Gregori XIII, tot just un any després de la batalla de Lepant, amb l'ànim de lluitar contra els infidels. Tot i així, durant el segle xvi va perdre la seva raó de ser militar.

### Conversió en orde de cavalleria
El 15 de gener de 1573 s'autoritzà que la Creu de Sant Maurici pogués sobreposar-se a la de Sant Llàtzer i, en 1643, els membres van quedar obligats a lluir la insígnia de l'orde sempre que estiguessin en públic.
L'orde estava sota la jurisdicció eclesiàstica, sota l'autoritat del Gran Prior, que compartia l'autoritat amb altres alts funcionaris: el Gran Almirall, el Gran Mariscal, el Gran Conservador, el Gran Canceller i el Gran Hospitaler.
L'orde estava dividit en 2 classes: Cavallers de Justícia i Cavallers de Gràcia. Als Cavallers de Justícia se'ls demanava provar diverses qualificacions incloent noblesa per part dels quatre avis. Als Cavallers de Gràcia se'ls requeria ser catòlics, de família honesta, nascut de matrimoni legítim i de bones maneres. En aquesta època estava dividida en dos graus: Gran Creu i Cavaller.
En 1831 s'efectuà una nova reforma dels estatuts, introduint el grau de Comandant com a grau intermedi entre la Gran Creu i el Cavaller. En 1839 s'introduí la Medalla de Maurici pel servei militar.
El rei Víctor Manuel II la va fer ressorgir de nou, concedint-la pel servei distingit en afers civils i militars, com un orde més exclusiu que l'Orde de la Corona d'Itàlia.
En 1860 la tornà a reformar, unificant les classes de Justícia i Gràcia i eliminant les antigues dignitats de Gran Almirall i Gran Mariscal. Tanmateix s'introduïren dos nous graus mitjans: Oficial i Gran Oficial, per figurar entre el Cavaller i el Comandant, i el Comandant i la Gran Creu respectivament. La jurisdicció eclesiàstica del Gran Prior també quedà eliminada, i les esglésies de l'orde passaren a la jurisdicció dels bisbes locals (si bé es van mantenir els drets per emprar les basíliques de Torí i Càller i el Priorat de Torre Pellice)
Durant els 86 anys del regnat dels Savoia a Itàlia, l'Orde de Sant Maurici i Sant Llàtzer va ser la segona més alta del regne, només al darrere de l'Orde de la Santíssima Anunciació; cal afegir que els cavallers de l'Anunciació rebien automàticament la Gran Creu de l'Orde de Sant Maurici i Sant Llàtzer)
Després de la caiguda de la monarquia, en 1952 el govern italià canvià el tarannà de l'orde. Oficialment, la distinció és anomenada Orde al Mèrit de la República Italiana, mantenint-la com a "ens moral", una entitat sense ànim de lucre dedicat a la caritat (orfenats, hospitals, escoles, etc.) i amb el President de la República com a President de l'Alt Patronat. Per la seva part, la casa de Savoia, encara posseïdora per raons dinàstiques del Gran Mestratge, segueix atorgant l'orde original des de l'exili.

## Graus
Estava dividida en 5 graus: 
- - CAVALIERI – Cavaller (sense límit de membres) – Llueix la mateixa insígnia que l'Oficial, però sense la corona.
- - UFFICIALI (Oficial) - un màxim de 2.000 membres. Llueix la insígnia de 35mm de diàmetre sota una corona reial suspesa d'un galó penjant a l'esquerra del pit.
- - COMMENDATORI (Comandant) - amb un màxim de 500 membres. Llueix la insígnia de 50mm de diàmetre sota una corona reial suspesa d'un galó del coll
- – GRANDI UFFICIALI (Gran Oficial) - amb un màxim de 150 membres. Llueix la insígnia de 50mm de diàmetre sota una corona reial suspesa d'un galó del coll, amb l'estrella de 4 puntes.
- - CAVALIERI DI GRAN CROCE DECORATI DEL GRAN CORDONE (Cavaller Gran Creu amb Gran Cordó) - amb un màxim de 60 membres. Llueix la insígnia de 67mm de diàmetre sota una corona reial suspesa d'una banda, així com l'estrella de 8 puntes.

- - MEDALLA MAURICIANA s'atorgava pel mèrit militar després de 50 anys de servei a l'Exèrcit.

| Manera de portar les insígnies de l'Orde de Sant Maurici i Sant Llàtzer                                                                                |           |                         |                 |            |
| Medalla |           |                         |                 |            |
| |           | Medalla de Commendatore | Grand'Ufficiale |            |
| Galons des del 1855 al 2 de juny de 1946 |           |                         |                 |            |
| Cavaliere | Ufficiale | Commendatore            | Grand'Ufficiale | Gran Croce |
| Galons del 2 de juny de 1946 al 3 de març de 1951 de la República Italiana Galons des del 3 de març de 1951 per concessió privada de la Casa de Savoia |           |                         |                 |            |
| Cavaliere | Ufficiale | Commendatore            | Grand'Ufficiale | Gran Croce |

## Insígnia
La insígnia és una creu botonada d'esmalt blanc sobre base d'or, amb una creu de Malta en aspa d'esmalt verd, amb els braços acabats en perles sobre base d'or. L'estrella és de 8 puntes per a la Gran Creu i 4 puntes per al Gran Oficial, amb la insígnia a sobre. Ambdues són de plata. El galó de l'orde és verd poma, i la sobrevesta de l'orde és vermella amb la Creu de l'Orde al pit.

## Receptors selectes
Vegeu també Categoria:Receptors de Orde de Sant Maurici i Sant Llàtzer
- Abbàs Hilmí I d'Egipte
- Tasker H. Bliss
- Ernesto Burzagli[2]
- Luigi, Compte Cibrario
- Mark W. Clark
- Charles Combes
- Mozaffar al-Din Shah
- Porfirio Díaz
- Ira Clarence Eaker
- Haile Selassie d'Etiòpia
- Giustino Fortunato[3]
- Ulysses S. Grant III
- Hunter Liggett
- John P. Lucas
- Peyton C. March
- George Marshall
- J.P. Morgan
- Cristiana Muscardini
- John Pershing
- Giuseppe Peano
- Carlo Rainaldi
- Ferdinando Pio Rosellini
- Tacchi Venturi
- Walther von Brauchitsch
- Jagatjit Singh of Kapurthala
- Josef Dietrich
- Adrià Espineta Arias